# Дневник тренировок
Дневник тренировок — записи спортсменов, позволяющие отслеживать прогрессии в нагрузках (пауэрлифтинг, тяжёлая атлетика), массе мышц (бодибилдинг), коррекции фигуры фитнес-модели или адаптации (скорость, выносливость и другие качества), анализировать и составлять более эффективный силовой тренинг с учётом своей физиологии и подготовки.
Дневники для тренировок используются в гимнастике, например, в воркауте (уличная гимнастика), в триатлоне и спортсменами в других видах спорта.

## Ведение дневника тренировок

### Цели
Рост мышц и их сила — это адаптация организма человека к условиям внешней среды. Организм продолжает адаптироваться (развивать силу, скорость, выносливость, объём мышц) лишь до тех пор, пока условия ужесточаются, посредством резкого подъёма уровня гормонов. Для роста массы мышц и их силы важно постоянно наращивать рабочую нагрузку, в чём и помогает тренировочный дневник — отслеживать количество сетов и повторений в выполнении упражнений с отягощениями, а также дисциплинировать спортсмена и мотивировать к дальнейшей прогрессии.
Ведение дневника помогает атлетам в фиксации дат занятий и отдыха, переходов на новый цикл тренировок, рабочих весов, количества сетов и повторений, типов используемого оборудования и спортивных тренажёров и много другого, что стимулирует к постепенному улучшению в следующих тренировках своих предыдущих результатов. Так, учёные на протяжении 8 недель проводили обследование 65 мужчин и женщин, тренирующихся с силовой и кардионагрузкой. При этом половина участников вела дневник. По окончании исследования выяснилось, что группа с дневником увеличила свои мышечные силы и аэробную выносливость больше, чем вторая половина, которая не придерживалась конкретных программ. Поэтому не следует искать оправданий собственной неорганизованности.
Помимо технической информации, продвинутые и целеустремлённые спортсмены также пишут комментарии о:
- нюансах тренировки и ощущениях (легко или на пределе выполнялись повторения в последних подходах и т. д.),
- своих соображениях и предположениях (стоит ли увеличивать нагрузку на определённую группу мышц в виде сетов, повторов, упражнений или большего веса и т. д.),
- текущих физических данных (вес тела до и после тренировки, пульс, кровяное давление),
- каждый цикл тренировок или месяц свои антропометрические параметры (вес, рост, талия, бицепс, грудь, предплечье, запястье, шея, бедро, ягодицы, голень),
- питании (текущая диета, спортпит, бады и фармакология).

Ведение дневника — показатель серьёзного отношения спортсмена к достижению цели.

### Значения записей
Какого-либо особого стандарта в записях нет, все атлеты ведут дневники на свой манер, но в целом для упрощения восприятия информации и её сокращённой передачи используют следующий вид записи:
A — (X/Y)×z; (X/Y)×z; (X/Y)×z
где:
- А — вид упражнения и тип тренажёра;
- X — вес тренажёра или спортивного снаряда;
- Y — количество повторений;
- z — количество сетов.

Обычно «один» подход не пишется. Это выглядит примерно так:
1. Жим штанги лёжа — 50/10; 75/8; (100/5)3
Что обозначает выполнение первого упражнения (жим штанги лёжа) на тренировке, состоящего из первых двух разминочных подходов по 50 кг на 10 повторений и 75 кг на 8 повторений, затем следует 3 рабочих (тяжёлых) подхода по 5 повторений каждый с весом штанги в 100 кг. Между каждым подходом выдерживается пауза 1—3 минуты.
При использовании в упражнении принципа «пирамида» и других аналогичных, запись в дневнике может иметь вид:
1. Жим штанги лёжа — 50/10; 75/8; 100/5,4,3
или
1. Жим штанги лёжа — 50/10; 75/8; 100/5; 100/4; 100/3
Что обозначает выполнение первого упражнения (жим штанги лёжа) на тренировке, состоящего из первых двух разминочных подходов по 50 кг на 10 повторений и 75 кг на 8 повторений, затем следует 3 рабочих (тяжёлых) подхода, состоящих последовательно из 5, 4, и 3 повторений с неизменным весом штанги в 100 кг. Между каждым подходом выдерживается пауза 1—3 минуты.

## Типы дневников тренировок
Помимо бумажных блокнотов и тетрадей существуют онлайн и электронные дневники тренировок для различных видов спорта.
📝 Бумажные дневники позволяют:
- вести дневник тренировок;
- составлять планы питания и диеты;
- записывать приём пищевых добавок и препаратов;
- следить за антропометрическими размерами;
- вносить дополнительные заметки.

📱 Преимущества электронных аналогов:
- графическое отображение прогресса;
- калькуляторы;
- справочники;
- резервное копирование данных;
- соревнования между пользователями;
- рекомендации по тренировкам;
- определение спортивной формы.